# 버니 마즈든
버니 마즈든(영어: Bernie Marsden, 1951년 5월 7일 ~ 2023년 8월 24일)은 영국의 록 기타리스트이다. 그는 주로 화이트스네이크와 함께 작업한 것으로 알려져 있는데, 〈Fool for Your Loving〉, 〈Walking in the Shadow of the Blues〉, 〈She's A Woman〉, 〈Lovehunter〉, 〈Trouble, Child of Babylon〉, 〈Rough and Ready〉 그리고 수백만 장의 차트 1위 〈Here I Go Again〉과 같은 그룹의 히트곡들을 데이비드 커버데일과 함께 쓰거나 공동 작곡한 것으로 유명하다.

## 경력

### 페이스 애쉬튼 로드
페이스 애쉬튼 로드는 딥 퍼플이 해체한 후 존 로드와 이언 페이스가 결성한 밴드이다. 오랜 동료이자 키보디스트인 토니 애쉬튼이 세 번째 부분을 차지했다. 코지 파월은 베이시스트 폴 마르티네즈와 함께 오디션을 본 마즈든을 추천했다. 밴드에 대한 많은 기대는 있었지만, 1장의 음반과 5개의 공연 후에, 마즈든이 데이비드 커버데일을 처음 만난 것은 뮌헨에서였기 때문에, 두 번째 음반을 위한 세션 동안 밴드는 접어졌다.

### 화이트스네이크
1978년 패이스 애쉬튼 로드가 접힌 후, 마즈든은 전 딥 퍼플 보컬리스트 데이비드 커버데일, 기타리스트 미키 무디 등과 함께 새로운 밴드를 결성했다. 이 밴드는 데이비드 커버데일의 화이트스네이크로 시작했고, 그 후 화이트스네이크가 되었다. 버니는 첫 번째 EP, 첫 번째 다섯 장의 음반, 그리고 라이브 음반에서 연주했다. 《Snakebite》(1978년), 《Trouble》(1978년), 《Lovehunter》(1979년), 《Ready an' Willing》(1980년), 《Live... in the Heart of the City》(1980년), 《Come an' Get It》(1981년), 《Saints & Sinners》(1982년)는 데이비드 커버데일, 때로는 무디와 함께 많은 곡들을 기여했다. 마즈든과 커버데일은 1982년에 화이트스네이크의 노래 〈Here I Go Again〉을 만들었는데, 이 곡은 전 세계적으로 수백만 장이 팔렸다. 두 작곡가 모두 이 노래로 많은 상을 받았다. 2018년 현재 이 곡은 미국 라디오 연극 600만 건으로 집계되었다.

## 음반 목록

### 화이트스네이크
- 1978 Snakebite
- 1978 Trouble
- 1979 Lovehunter
- 1980 Ready an' Willing
- 1980 Live... in the Heart of the City
- 1981 Come an' Get It
- 1982 Saints & Sinners